# Kiiskisaari (ö i Södra Savolax, Nyslott, lat 61,61, long 28,85)
Kiiskisaari är en ö i Finland. Den ligger i sjön Lohijärvi och i kommunen Nyslott i  landskapet Södra Savolax, i den sydöstra delen av landet, 260 km nordost om huvudstaden Helsingfors. Öns area är 2,4 hektar och dess största längd är 250 meter i sydöst-nordvästlig riktning.